# Flughafen Mauritius

i7
i11
i13

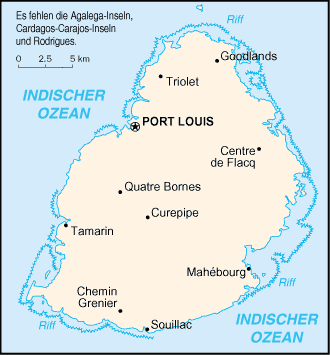
Der Flughafen liegt in Mahébourg (Südost)

Der internationale Flughafen von Mauritius, ursprünglich als Plaisance Airport bezeichnet, trägt seit 1987 den offiziellen Namen Sir Seewoosagur Ramgoolam International Airport of Mauritius (IATA-Code: MRU, ICAO-Code: FIMP) und ist nach dem 1985 im Amt verstorbenen Generalgouverneur Seewoosagur Ramgoolam benannt. Der Flughafen liegt 5 km südwestlich des Ortes Mahébourg und ca. 35 km von Port Louis, der Hauptstadt von Mauritius, entfernt. Betreibergesellschaft ist die AML.

## Fluggesellschaften und Flugziele
Plaisance ist das Drehkreuz von Air Mauritius, die mit Verbindungen nach Europa, Afrika, Indien und Australien ein interkontinentales Streckennetz aufweist. Außerdem wird der Flughafen von diversen anderen Fluggesellschaften angeflogen, wie beispielsweise Air Austral und Air Seychelles von den Nachbarinseln sowie South African Airways, Kenya Airways und Flysafair aus Afrika.
Zudem wird der Flughafen auch von diversen europäischen Fluggesellschaften angeflogen. Aus Europa gibt es zum Teil saisonale Verbindungen, zum Beispiel aus Paris, Brüssel, Frankfurt, Wien oder Zürich.

## Geschichte
Die Anfänge des Flughafens liegen zu Zeiten des Zweiten Weltkrieges, als die Royal Air Force 1942 dort ein 263 Hektar großes Gebiet zu einem Militärflugplatz umbaute. Im Juni 1944 landete auf dem Flughafen mit einer Consolidated PBY „Catalina“, einem zweimotorigen Seeaufklärungsflugzeug, erstmals ein Flugzeug. Dieses war aus Mombasa gestartet. Das erste Flughafengebäude entstand 1945. Ab April 1947 fand dann regelmäßig ein kommerzieller Flugverkehr statt, als Air France von hier mit einer Lockheed Super Constellation aus Ziele in Europa anflog. Im Jahr 1948 wurde ein zweites Terminal errichtet, in dem ankommende und abreisende Fluggäste abgefertigt werden konnten. Im Juli 1952 nahm Qantas mit der gleichen Maschine die Insel als Zwischenstation in ihre Flüge von Sydney nach Johannesburg auf. Im Jahr 1954 wurde das dritte Terminal errichtet, das erstmals eine Aussichtsterrasse besaß und von Gouverneur Sir Hilary Blood eingeweiht wurde.
Mitte der 1960er Jahre wurde die Start- und Landebahn auf 2560 Meter verlängert, um die Insel auch mit Jets anfliegen zu können. Im Jahr 1970 nahm auch die Lufthansa Flüge nach Mauritius in ihr Streckennetz auf und 1973 zählte man durch den wachsenden Tourismus schon mehr als 1500 Flugbewegungen und mehr als 100.000 Passagiere.
Im Dezember 1987 wurde ein neues Terminal eröffnet und der Flughafen in Sir Seewoosagur Ramgoolam International Airport of Mauritius umbenannt.
Im Jahr 1998 wurde die Bahn erneut auf nunmehr 3040 Meter verlängert, wodurch auch Großflugzeuge wie der Airbus A380 hier landen können. Aktuell betreibt Emirates die Flüge von Dubai mit einer A380.
Am 30. August 2013 wurde ein neues Terminal eröffnet. Die Planungen umfassten eine Investition von 250 Millionen Euro, eine Kapazität von bis zu 1640 Passagieren pro Stunde und eine Fertigstellung ursprünglich im Sommer 2012. Ein Großteil der Finanzierung (90 % des Kredites für die Bausumme) stammen dabei aus China. Auch die Bauarbeiter sollen chinesischer Herkunft sein. Das Terminal hat nun eine Kapazität von 4,5 Millionen Fluggästen jährlich und hat schließlich 305 Millionen US-Dollar gekostet.

## Zwischenfälle
- Am 24. August 1960 fiel bei einer Lockheed L-1049G Super Constellation der australischen Qantas (Luftfahrzeugkennzeichen VH-EAC) während des Startlaufs auf dem Flughafen Mauritius ein Triebwerk aus. Beim folgenden Startabbruch gelang es nicht, das Flugzeug rechtzeitig zum Stillstand zu bringen; es überrollte das Startbahnende mit einer Geschwindigkeit von 40 Knoten. Die Maschine sprang über eine Böschung, krachte in eine tiefe Rinne und fing Feuer. Alle 50 Insassen, 12 Besatzungsmitglieder und 38 Passagiere, überlebten den Totalschaden.[8]

- Am 28. November 1987 versuchte die Flugbesatzung einer Boeing 747 der South African Airways (ZS-SAS), die sich auf dem regulären Flug von Taiwan nach Südafrika befand, nach einem Feuerausbruch im Frachtraum eine Notlandung auf Mauritius zu erreichen. Die Maschine stürzte jedoch 250 Kilometer nordöstlich davon ins Meer. Alle 159 Menschen an Bord starben (siehe auch South-African-Airways-Flug 295).